# Cameron Mackintosh

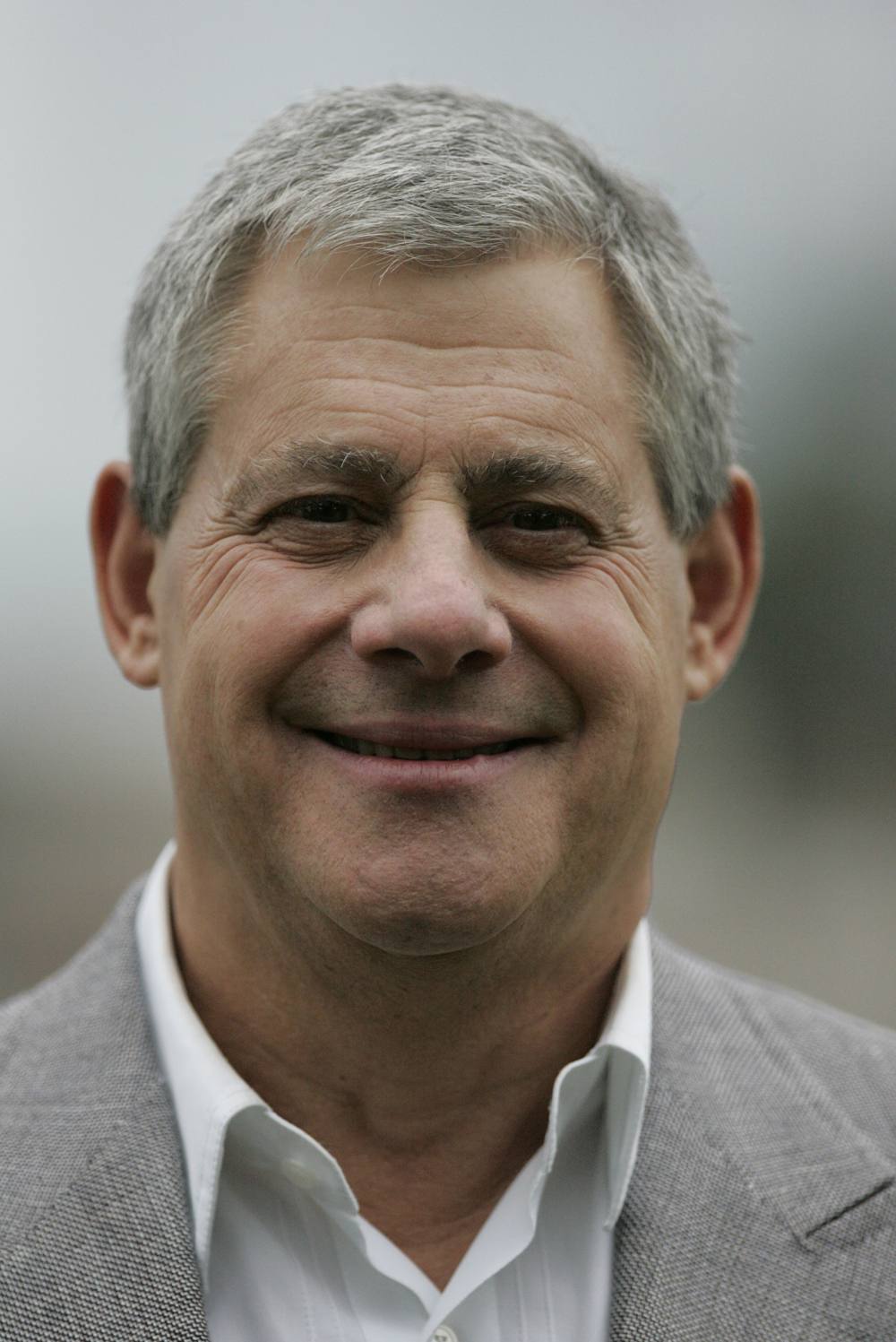
Mackintosh bei der Premiere von Les Misérables in Australien (Dezember 2012)

Sir Cameron Mackintosh (* 17. Oktober 1946 in Enfield, London) ist ein britischer Theaterproduzent und Musicalproduzent.

## Leben und Werdegang
Cameron Mackintosh ist der Sohn eines schottischen Vaters und einer maltesischen Mutter. Er besuchte das Prior Park College in Bath. Seine Laufbahn am Theater begann Mackintosh als Stagehand an Theatern des Londoner West Ends, später als Stage Manager auf Tourneen.
Mackintosh wurde von der New York Times als „der erfolgreichste, einflussreichste und machtvollste Theaterproduzent der Welt“ bezeichnet. 1996 wurde Cameron Mackintosh durch Queen Elisabeth II. für seine Verdienste im Musiktheater zum Knight Bachelor geschlagen. In der Sunday Times Rich List von 2011 wurde Mackintosh auf ein privates Vermögen von 675 Mio. Pfund taxiert, was ihn zur drittreichsten Person der britischen Musikindustrie macht. Neben seiner Tätigkeit als Theater-Produzent und dem Geschäft mit Musical-Lizenzen besitzt Cameron Mackintosh heute zudem sieben Theater in London: das Prince Edward, das Prince of Wales, das Novello, das Queen's, das Gielgud, das Wyndham's und das  Noël Coward.
Mackintosh lebt mit seinem Lebensgefährten, dem australisch-stämmigen Theater-Fotografen Michael Le Poer Trench zusammen, den er 1982 im australischen Adelaide bei der Premiere einer Produktion des Musicals Oklahoma! kennenlernte.

## Wirken
Nach frühen Tournee-Produktionen durch englische Provinztheater und Produktionen wie Anything Goes, Side By Side By Sondheim, The Card, My Fair Lady und Tom Foolery schaffte Cameron Mackintosh 1981 den internationalen Durchbruch als Theaterproduzent des Welterfolgs Cats. Cats hielt den Rekord als längstgespieltes Musical in Londons West End für viele Jahre und hatte einen vergleichbaren Erfolg am Broadway in New York City.
Dieser Erfolg wurde erst durch die Musicalproduktion Les Misérables (1986) abgelöst. Macintosh war auf das Stück nach seiner Uraufführung in Paris 1980 aufmerksam geworden und veranlasste das künstlerische Team, eine Umarbeitung vorzunehmen, die auf ein internationales Publikum zielte. Diese überarbeitete Version produzierte er mit großem Erfolg am Broadway.
Mackintosh produzierte weitere erfolgreiche Musicals wie Miss Saigon, The Phantom of the Opera, Mary Poppins, Oliver!, Five Guys Named Moe und   Martin Guerre.
Zudem war Mackintosh in den neunziger Jahren verantwortlich für die Revivals Oklahoma!, My Fair Lady und Carousel im National Theatre in London. Zu seinen weniger erfolgreichen Produktionen gehörten Moby Dick und eine Bühnenadaption von John Updikes The Witches of Eastwick. 1995 produzierte Mackintosh ein Konzert von Les Misérables in London zu dessen zehnjährigem Bestehen.
2010 produzierte Mackintosh ein Revival des Musicals Hair in London’s Gielgud Theatre.
Cameron Mackintosh gehört zum Produzententeam des Filmes Les Misérables und wurde hierfür 2013 für den Oscar in der Kategorie Bester Film nominiert.
Er produzierte auch das überarbeitete Revival von Half a Sixpence, das von November 2016 bis September 2017 im Londoner Noël Coward Theatre gespielt wurde.
Als Patron ist er dem Liverpool Institute for Performing Arts verbunden.

## Dokumentationen
- 1998: Hey, Mr. Producer! The Musical World of Cameron Mackintosh (knapp 3-stündiges Gala-Konzert zu Cameron Mackintoshs 30-jährigem Jubiläum im Showbusiness, bei dem zahlreiche Musiktitel aus seinen Produktionen aufgeführt wurden.)
- 2017: Cameron Mackintosh: The Musical Man (90-minütige Dokumentation aus der BBC-Reihe Imagine über Leben und Arbeit von Cameron Mackintosh.)